# Expérience de la goutte d'huile de Millikan

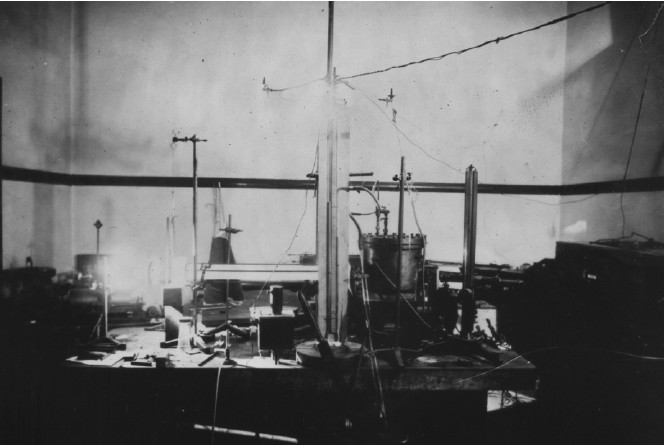
Dispositif de Millikan pour l'expérience.

 (septembre 2008).
Si vous disposez d'ouvrages ou d'articles de référence ou si vous connaissez des sites web de qualité traitant du thème abordé ici, merci de compléter l'article en donnant les références utiles à sa vérifiabilité et en les liant à la section « Notes et références ».
L'expérience de la goutte d'huile, réalisée par Millikan (université de Chicago) au début du XXe siècle, consiste à pulvériser de minuscules gouttes d'huile électrisées entre les deux électrodes horizontales d'un condensateur plan chargé. Les minuscules gouttes subissent plusieurs forces qui s'équilibrent rapidement et font que chaque goutte se déplace à vitesse constante, mesurable avec une lunette de visée et un chronomètre.
L'expérience consiste à sélectionner une gouttelette et à analyser son mouvement sous l'action des forces agissant sur elle à différentes valeurs d'ionisation :
- son poids vers le bas qui est constant ;
- la poussée d'Archimède, constante et vers le haut, due à l'air entre les deux électrodes ;
- la force électrostatique vers le haut proportionnelle à sa charge électrique, et qui est proportionnelle au champ et constante dans un champ uniforme ;
- la résultante de ces trois forces est donc constante et est très rapidement compensée par le frottement avec l'air ce qui conduit à observer un mouvement de la gouttelette à vitesse limite constante puisque la somme des forces agissantes est nulle.

Au cours de l'expérience, Millikan détermine la vitesse d'une gouttelette d'huile ionisée par irradiation par rayons X, en évaluant le rapport de la distance parcourue sur la durée mise pour la parcourir. Il en déduit ensuite les charges des gouttes et constate qu'elles sont toutes multiples entières d'une charge de valeur 1,592 × 10−19 C, constante que l'on connaît aujourd'hui sous le nom de charge élémentaire (avec une valeur mise à jour légèrement différente : e = 1,602 176 634 × 10−19 C) et que l'on note traditionnellement e ; cette expérience s'est avérée être la première preuve de la quantification de la charge électrique qui est strictement toujours un multiple entier positif ou négatif de cette valeur fondamentale e. 
Cette expérience et ses conclusions sur la quantification des charges valurent à Millikan le prix Nobel de physique en 1923.

## Mise en œuvre
Si un pulvérisateur d'huile fait tomber lentement des gouttelettes d'huile électrisées dans un espace où règne un champ électrostatique uniforme, on constate que la vitesse de chute serait brusquement modifiée, ce qui manifesterait l'entrée en jeu d'une force à partir de laquelle Millikan mesura la valeur de la charge élémentaire : e=1,6017×10−19 coulomb.

## Commentaires de Millikan
Dans un extrait de son exposé de réception de prix Nobel en 1923, Millikan conclut :

« Il fut possible de décharger une gouttelette complètement de façon qu'elle parcoure un centimètre sous l'effet de la gravitation seule ou sous un champ de 6 000 volts/cm avec exactement le même temps.
Il fut possible de charger la gouttelette et de reproduire l'expérience à volonté avec à chaque fois une vitesse minimum identique pour un champ fixé.
Exactement deux fois cette vitesse, trois fois, quatre fois, etc., bref un nombre entier de la vitesse limite minimum et jamais un nombre fractionnaire.
Ainsi, dans cette expérience, une gouttelette insensible au champ électrique est à l'évidence non chargée et si on l'ionise avec un rayonnement elle se déplace dans un champ fixe et uniforme à des vitesses quantifiées {\displaystyle v_{1}}, {\displaystyle 2v_{1}}… (après correction de {\displaystyle v_{0}}, vitesse de chute sans champ électrique dans le champ gravitationnel et en tenant compte de la poussée d'Archimède).
Ceci démontre expérimentalement et de façon éclatante par la simplicité du dispositif que la charge de la gouttelette ne peut être qu'un nombre entier de la charge élémentaire {\displaystyle e=1,6\cdot 10^{-19}} coulomb. »

## Théorie
Dans le cas d'une modélisation simple, une gouttelette d'huile est soumise à quatre forces :
1. Son poids : {\displaystyle {\vec {P}}={4 \over 3}\pi r^{3}\rho _{h}{\vec {\mathrm {g} }}} avec r rayon de la gouttelette, ρh la masse volumique de l'huile et g l'accélération de la pesanteur ;
2. La force électrostatique : {\displaystyle {\vec {F}}_{E}=q{\vec {E}}\,} avec q la charge de la gouttelette et E le champ entre les électrodes ;
3. La poussée d'Archimède : {\displaystyle {\vec {F}}_{A}=-{4 \over 3}\pi r^{3}\rho _{a}{\vec {\mathrm {g} }}} avec ρa la masse volumique de l'air ;
4. La force de traînée (résistance de l'air) dont l'expression la plus simple est probablement la loi de Stokes : {\displaystyle {\vec {F}}_{R}=-6\pi \eta r{\vec {v}}\,} avec η coefficient de viscosité de l'air et v vitesse de la gouttelette. Les modélisations plus poussées de cette expérience utilisent souvent d'autres formules.

Le principe fondamental de la dynamique en projection sur un axe vertical s'écrit donc :
{\displaystyle m{dv \over dt}={4 \over 3}\pi r^{3}\mathrm {g} (\rho _{h}-\rho _{a})-qE-6\pi \eta rv.}
En supposant une vitesse initiale nulle, la solution de l'équation donne :
{\displaystyle v=\left({\frac {1}{6\pi \eta r}}\right)\left({\frac {4}{3}}\pi r^{3}\mathrm {g} (\rho _{h}-\rho _{a})-qE\right)\left(1-\exp \left(-t{\frac {6\pi \eta r}{m}}\right)\right).}
On pose {\displaystyle \tau ={\frac {m}{6\pi \eta r}}} constante de temps. Celle-ci a un ordre de grandeur très faible donc on peut admettre que le régime permanent est atteint de façon instantanée. 
Autrement dit, la gouttelette atteint très vite une vitesse limite ne dépendant plus du temps qui a pour valeur :
{\displaystyle v_{\text{lim}}(E)=\left({\frac {1}{6\pi \eta r}}\right)\left[{\frac {4}{3}}\pi r^{3}\mathrm {g} (\rho _{h}-\rho _{a})-qE\right].}
Soit {\displaystyle v_{0}=v_{\text{lim}}(0)} la vitesse en champ nul. On peut alors réécrire
{\displaystyle v_{\text{lim}}(E)=v_{0}-{\frac {qE}{6\pi \eta r}}.}

## Exploitation
On peut mesurer la charge {\displaystyle q} de la gouttelette par différentes méthodes.

### Méthode de l'équilibre
Dans cette méthode, la mesure se fait en deux étapes.
1. On annule la tension aux bornes du condensateur. Le champ électrique E est alors nul, et on mesure la vitesse limite {\displaystyle v_{0}} de la goutte. Cette vitesse permet de remonter au rayon inconnu de la goutte :
{\displaystyle v_{0}={\frac {{\frac {4}{3}}\pi r^{3}\mathrm {g} (\rho _{h}-\rho _{a})}{6\pi \eta r}}\quad \Rightarrow \quad r=3{\sqrt {\frac {\eta v_{0}}{2\mathrm {g} (\rho _{h}-\rho _{a})}}}} ;
2. On fait varier le champ électrique jusqu'à ce que la goutte soit immobilisée. Le champ {\displaystyle E_{0}} correspondant à l'équilibre des forces permet de remonter à la charge de la goutte :
{\displaystyle v_{\text{lim}}(E_{0})=0\quad \Rightarrow \quad q={\frac {6\pi \eta rv_{0}}{E_{0}}}.}

En pratique, l'équilibre des forces est difficile à observer en raison du mouvement brownien qui agite la goutte d'huile. Puisque ce mouvement est surtout sensible à basse vitesse, il est plus intéressant de travailler à vitesse importante, ce qui est le cas de la méthode ci-dessous.

### Méthode à champ constant
Dans cette méthode, on garde l'amplitude du champ constant et on alterne la polarité du condensateur de sorte que la force électrique soit dirigée vers le haut puis vers le bas.

1. Force électrique vers le haut (vitesse {\displaystyle v_{1}}):

{\displaystyle qE+F_{A}=mg+6\pi \eta rv_{1}}                                                     (1)

1. Force électrique vers le bas (vitesse {\displaystyle v_{2}}):

{\displaystyle qE+mg=6\pi \eta rv_{2}+F_{A}}                                                     (2)

donc en soustrayant 1 à 2

{\displaystyle 2(mg-F_{A})=6\pi \eta r(v_{2}-v_{1})}

or
{\displaystyle mg-F_{A}={\frac {4\pi }{3}}r^{3}\mathrm {g} (\rho _{h}-\rho _{a})}

donc

{\displaystyle r=3/2{\sqrt {\frac {\eta (v_{2}-v_{1})}{\mathrm {g} (\rho _{h}-\rho _{a})}}}}

On a aussi en additionnant 1 et 2

{\displaystyle 2qE=6\pi \eta r(v_{2}+v_{1})}

donc
{\displaystyle q={\frac {9\pi }{2E}}{\sqrt {\frac {\eta ^{3}(v_{2}-v_{1})}{\mathrm {g} (\rho _{h}-\rho _{a})}}}(v_{2}+v_{1})}

## L'expérience de Millikan et rigueur scientifique
Millikan avait trouvé une valeur de e inférieure à celle que l'on connaît aujourd'hui. Plus d'une vingtaine d'années après son expérience, on a pu comprendre qu'il avait utilisé une mauvaise valeur de la viscosité de l'air. Il avait en effet utilisé un résultat qu'il avait fait calculer à un de ses étudiants. Mais entretemps, de nombreux scientifiques qui avaient refait l'expérience de Millikan s'étonnaient de se trouver aussi décalés et ont, semble-t-il, manipulé un peu leurs résultats pour s'approcher de la valeur de Millikan. Ce discours de Richard Feynman lors d'un discours de remise de diplômes à Caltech en 1974 explique le phénomène :
« Nous avons beaucoup appris par expérience personnelle sur les façons par lesquelles on peut s’induire en erreur. Un exemple : Millikan mesura la charge de l’électron à l’aide d’une expérience faite avec des gouttes d’huile et obtint un chiffre que nous savons aujourd’hui ne pas être complètement exact. La valeur était un peu décalée parce qu’il utilisait une valeur incorrecte de viscosité de l'air. Il est édifiant d’examiner les résultats qui ont suivi Millikan. Si on trace les valeurs obtenues en fonction de la date à laquelle elles ont été trouvées, on se rend compte que l’expérience suivant celle de Millikan donne une valeur légèrement supérieure à celle que Millikan avait trouvé, et que celle qui suit donne une valeur encore légèrement supérieure, jusqu’à ce qu’on arrive progressivement à une valeur très supérieure.

Mais pourquoi n’ont-ils pas trouvé la bonne valeur dès le début ? Les scientifiques ont honte des dessous de cette histoire car il semblerait que les choses se soient passées ainsi : lorsqu’ils obtenaient une valeur bien plus élevée que celle de Millikan, ils se disaient qu’il devait y avoir une erreur et essayaient de comprendre ce qui avait pu mal tourner. Et lorsqu’ils trouvaient une valeur proche de celle de Millikan, ils ne se posaient pas de questions. Ils ont ainsi éliminé les valeurs trop décalées. Nous connaissons ces petites combines de nos jours et nous nous savons immunisés à ça,. »

## Sources
- Jean Perrin, Les Atomes, Paris, Félix Alcan, 1913 [détail des éditions]
- L'électron (traduit sur la 2e édition américaine par Adolphe Lepape), Robert Andrews Milikan, Éditions Félix Alcan, coll. «Nouvelle collection scientifique», 1926.
- [PDF] (en) Article de Millikan de 1913
- [PDF] (en) Exposé de Millikan lors de son prix Nobel en 1923